# Кубок Першого каналу 2007
Кубок Першого каналу 2007 — другий розіграш турніру, що проходив з 24 січня по 1 лютого 2007 року в Ізраїлі, на стадіонах «Кір'ят Еліезер» в Хайфі і «Блумфілд» у Тель-Авіві. На відміну від 2006 року, крім російських (ЦСКА і «Спартака») та українських («Динамо» і «Шахтаря»), в турнірі взяли участь ізраїльські клуби — чемпіон країни «Маккабі» Хайфа і віце-чемпіон «Хапоель» Тель-Авів.

## Результати
| Група А | Група А | Група А |
| ------- | ------- | ------- |
| Маккабі | 1:1     | Динамо  |
| Динамо  | 2:2     | Спартак |
| Спартак | 2:0     | Маккабі |

| № | Команда          | І | В | Н | П | М     | О |
| - | ---------------- | - | - | - | - | ----- | - |
| 1 | Спартак (Москва) | 2 | 1 | 1 | 0 | 4 - 2 | 4 |
| 2 | Динамо (Київ)    | 2 | 0 | 2 | 0 | 3 - 3 | 2 |
| 3 | Маккабі (Хайфа)  | 2 | 0 | 1 | 1 | 1 - 3 | 1 |

| Група B | Група B | Група B |
| ------- | ------- | ------- |
| ЦСКА    | 4:1     | Хапоель |
| Шахтар  | 0:2     | ЦСКА    |
| Хапоель | 1:4     | Шахтар  |

| № | Команда             | И | В | Н | П | М     | О |
| - | ------------------- | - | - | - | - | ----- | - |
| 1 | ЦСКА (Москва)       | 2 | 2 | 0 | 0 | 6 - 1 | 6 |
| 2 | Шахтар (Донецьк)    | 2 | 1 | 0 | 1 | 4 - 3 | 3 |
| 3 | Хапоель (Тель-Авів) | 2 | 0 | 0 | 2 | 2 - 8 | 0 |

## Фінал
| 1 лютого 2007 |

| ЦСКА                           | 3:2 (0:0, 2:2) | Спартак                         |
| ------------------------------ | -------------- | ------------------------------- |
| Дуду, 52', Рамон, 67' Жо, 120' | Спорт-Експрес  | Павлюченко, 58' Павлюченко, 87' |

| Стадіон: Блумфілд, Тель-Авів Глядачів: 7000 Суддя: Любош Міхел |

ЦСКА:
Акінфєєв,
В. Березуцький,
Ігнашевич (к)
(Таранов, 104'),
А.с Березуцький,
Красич,
Рахимич,
Алдонін
(Рамон, 57'),
Дуду,
Жирков,
Жо,
Вагнер Лав
(Шемберас, 74').

Гол. тренер: Валерій Газзаєв

Спартак:
Хоміч,
Шишкін,
Їранек,
Ковач,
Штранцль,
Бистров
(Торбинський, 79'),
Моцарт
(Сабітов, 79'),
Титов (к)),
Ковальчук,
Овусу-Абеє
(Калініченко, 120'),
Павлюченко.

Гол. тренер: Володимир Федотов

 Дуду, 50'; Павлюченко, 105+1'; Торбінський, 113'

 Торбінський, 116'

## Найкращий гравець турніру
Офіційна версія журналу «PROспорт» — Роман Павлюченко (Спартак)

## Бомбардири
- Роман Павлюченко (Спартак) — 4 голи
- Жо (ЦСКА) — 3 голи